# Lista de embaixadores da União Europeia
Abaixo estão listados os embaixadores da União Europeia em exercício nos países terceiros e organizações internacionais. Eles também são conhecidos como chefes de delegação ou enviados.

## Embaixadores atuais
| País             | Cidade da delegação | Embaixador                | Seleccionado em |
| ---------------- | ------------------- | ------------------------- | --------------- |
| Afeganistão      | Kabul               | Vygaudas Ušackas          | 2010            |
| África do Sul    | Pretória            | Roeland van de Geer       | 2010            |
| Albânia          | Tirana              | Ettore Sequi              | 2010            |
| Angola           | Luanda              | Javier Puyol Pinuela      | 2010            |
| Argentina        | Buenos Aires        | Alfonso Díez Torres       | 2010            |
| Austrália        | Canberra            | David Daly                | 2009            |
| Bangladesh       | Dhaka               | William Hanna             | 2010            |
| Botswana         | Gaborone            | Gerard McGovern           | 2010            |
| Brasil           | Brasília            | João Gomes Cravinho       | 2015            |
| Burundi          | Bujumbura           | Stephane De Loecker       | 2010            |
| Canadá           | Ottawa              | Matthias Brinkmann        | 2009            |
| Chade            | N'Djamena           | Helene Cave               | 2010            |
| China            | Pequim              | Markus Ederer             | 2010            |
| Coreia do Sul    | Seul                | Tomasz Kozlowski          | 2010            |
| Estados Unidos   | Washington DC       | David O'Sullivan          | 2014            |
| Filipinas        | Manila              | Guy Ledoux                | 2010            |
| Gabão            | Libreville          | Cristina Martins Barreira | 2010            |
| Geórgia          | Tbilisi             | Philip Dimitrov           | 2010            |
| Guatemala        | Cidade de Guatemala | Stefano Gatto             | 2016            |
| Guiné-Bissau     | Bissau              | Joaquin Gonzalez-Ducay    | 2010            |
| Haiti            | Port-au-Prince      | Lut Fabert-Goossens       | 2010            |
| Iraque           | Bagdade             | Jana Hybášková            | 2011            |
| Japão            | Tóquio              | Hans Dietmar Schweisgut   | 2010            |
| Jordânia         | Amã                 | Joanna Wronecka           | 2010            |
| Líbano           | Beirute             | Angelina Eichhorst        | 2010            |
| Macedónia        | Skopje              | Peter Sørensen            | 2010            |
| Maurícia         | Port Louis          | Hans-Georg Gerstenlauer   | 2013            |
| Mauritânia       | Nouakchott          | José Antonio Sabadell     | 2013            |
| Moçambique       | Maputo              | Paul Malin                | 2010            |
| Namíbia          | Windhoek            | Raúl Fuentes Milani       | 2010            |
| Paquistão        | Islamabad           | Jean François Cautain     | 2015            |
| Papua Nova-Guiné | Port Moresby        | Martin Dihm               | 2010            |
| Rússia           | Moscovo             | Fernando M. Valenzuela    | 2010            |
| Senegal          | Dakar               | Dominique Dellicour       | 2010            |
| Singapura        | Singapura           | Marc Ungeheuer            | 2010            |
| Uganda           | Kampala             | Roberto Ridolfi           | 2010            |
| Zâmbia           | Lusaka              | Gilles Hervio             | 2010            |

## Embaixadores para as organizações internacionais
- Organização Mundial do Comércio (Genebra): Angelos Pangratis.[6]
- Organização das Nações Unidas (Nova Iorque): Pedro Serrano.[7]
- União Africana (Addis Ababa): EUSR Koen Vervaeke.